# Apogon striatodes
Apogon striatodes är en fiskart som beskrevs av Gon, 1997. Apogon striatodes ingår i släktet Apogon och familjen Apogonidae. Inga underarter finns listade i Catalogue of Life.